# Nâbi

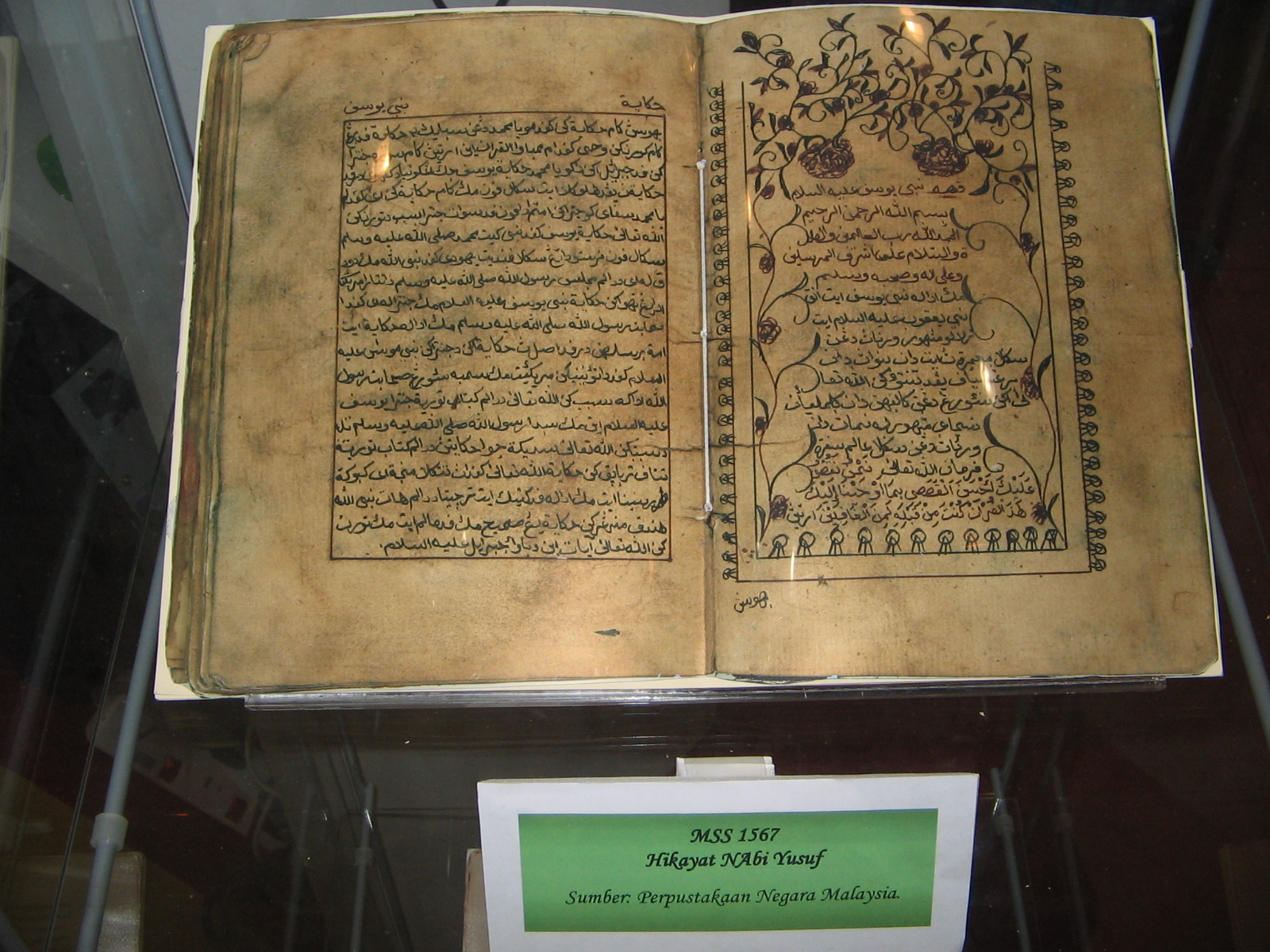
Ein Manuskript Nâbis

Nâbi (osmanisch نابی İA Nābī, eigentlich Yūsuf Nābī; * 1642 in Şanlıurfa (Ruhā); † 10. April 1712 in Istanbul) war ein osmanischer Dichter des 17./18. Jahrhunderts und eine der dominanten Dichterpersönlichkeiten seiner Zeit.

## Leben
Nâbis Leben kann teilweise aus seiner autobiografisch gehaltenen Dichtung erschlossen werden. Er stammt aus einer kurdischen Familie und verließ im Alter von 24 Jahren seine Heimat, um in Istanbul zu lernen. Um das Jahr 1680 ließ er sich in Aleppo nieder und wurde 1704 durch Vermittlung des Großwesirs Baltacı Mehmed Pascha wieder nach Istanbul an den Hof Ahmeds III. berufen. Ab etwa 1700 bis zu seinem Tod galt er als der „Arbiter elegantiarum“ der osmanischen Literatur. Er wurde in Üsküdar auf dem Karaca-Ahmed-Friedhof beigesetzt.

## Werke
Nâbi gehört zur Gruppe der Dīwān-Dichter. In seinen insgesamt zehn Werken, davon vier in Prosa, setzt er sich teils kritisch mit der gesellschaftlichen Realität seiner Zeit auseinander. Eine Gedichtsammlung in persischer Sprache gilt als verschollen. Einen Dīwān seiner frühen Gedichte stellte er noch in Istanbul zusammen. Während seiner Zeit in Aleppo entstand auf Wunsch des Gouverneurs von Syrien, Silâhdâr İbrâhîm Pascha (1705–1708) ein zweiter Dīwān, dem Nâbi eine Qasīda zum Lob der Einheit Gottes (tauhīd) voransetzte. Vor dem Abschnitt mit Ghaselen findet sich ein Gedicht aus 23 Doppelzeilen, in dem die Entstehungsgeschichte der Sammlung beschrieben ist.
Mit Nâbis Werk ist der „dominante“ Schreibstil der Ghasele verbunden. Er kritisierte andere Dichter, die nicht über die immer gleichen Beschreibungen und stereotypen Bilder herauskämen, und benutzte Begriffe aus dem Alltag, beispielsweise aus dem Basarleben. Er erweiterte somit die thematische Spannweite der Literaturgattung der Ghasele.
In Tuḥfetü l-ḥaremeyn beschreibt Nâbi seine Pilgerreise nach Mekka und Medina. Weitere Werke sind die Masnawī-Dichtungen Veḳāʾiʿ-i ḫitān-ı şeh-zādegān-ı ḥażret-i sulṭān Meḥemmed Ġāzī (ein anlässlich der Beschneidung der Prinzen Mustafa und Ahmed verfasstes sūr-nāme) und Ḫayrīye.
Eine vollständige Gedichtsammlung wurde erst 1997 in Istanbul herausgegeben.

## Kritik
Scheich Gâlib, ein Autor des späten 18. Jahrhunderts, kritisierte Nâbis Werk Ḫayr-ābād, weil es zu sehr an persischen Vorbildern ausgerichtet sei. Die moderne türkische Literaturwissenschaft teilt diese Kritik, sieht in Nâbis Schreibstil aber auch den Grundsatz der „Einfachheit und Ortsverbundenheit“ erstmals in der osmanischen Literatur verwirklicht.